# Lithophane fagina
Lithophane fagina är en fjärilsart som beskrevs av Morrison 1874. Lithophane fagina ingår i släktet Lithophane och familjen nattflyn. Inga underarter finns listade i Catalogue of Life.